# 명인화
명인화(明麟華, 일본식 이름: 明石麟華, 1892년 ~ ?)은 일제강점기의 관료이다.

## 생애
평안남도 대동군 출신이다. 그는 일본에 유학하여 고학한 끝에 1923년 32세 나이로 메이지 대학 전문부 정치학과를 나왔다.
그는 이처럼 일본 메이지 대학교 정치학과를 나온 후 귀국하여 곧바로 조선총독부 관리로 채용되었다. 황해도에서 근무하다가 남만주철도주식회사 사원을 거쳐 조선총독부 철도국 서기에 임명되었다.
1932년에 총독부 군수로 승진하여 경기도 가평군에 발령받았고, 1934년에는 강원도 인제군 군수로 전근하였다. 인제군수로 재직하던 1935년에 총독부가 편찬한 《조선공로자명감》에 총 353명의 공로자 중 한 명으로 이름이 실려 있다.
이후 경상북도 영양군 군수로 이동했다. 영양군수로 재직하던 1936년을 기준으로 종7위에 서위되어 있었다.
2008년에 민족문제연구소가 친일인명사전 편찬을 위해 공개한 친일인명사전 수록예정자 명단 중 관료 부문에 선정되었다.

## 참고자료
- 명인화(明麟華) - 국사편찬위원회